# Domingo de Salazar
Domingo de Salazar (La Rioja, 1512-Madrid, 4 décembre 1594) est un missionnaire dominicain espagnol, premier évêque de Manille.

## Biographie
Entré chez les Dominicains, il est envoyé au Mexique puis en Floride où il devient connu par sa défense des droits des indigènes. Il y demeure vingt ans avant de rentrer en Espagne comme procureur général de l'ordre des dominicains, où on tente de le réduire au silence. Mais, pour diverses raisons politiques (équilibre des pouvoirs avec les Augustins très puissants aux Philippines et le nouveau gouverneur Ronquillo de Peñalosa), dont la défense des Indiens, il est nommé évêque de Manille où il arrive en 1581.
Comme au Mexique, il se distinguera par son soutien indéfectible aux indigènes. En 1592, il revient plaider ainsi leur cause en Espagne.